# Ariane à couronne violette
Ramosomyia violiceps
Espèce
Statut de conservation UICN

 LC  : Préoccupation mineure
Statut CITES
L’Ariane à couronne violette (Ramosomyia violiceps, syn: Leucolia violiceps) ou colibri à couronne violette, est une espèce de colibris de la sous-famille des Trochilinae.

## Répartition
L’Ariane à couronne violette est présente au Mexique, au sud-est de l’Arizona et au sud-ouest du Nouveau-Mexique.

Carte de répartition de l'espèce
Zone de nidification
Résidence permanente

## Sous-espèces
D'après la classification de référence du Congrès ornithologique international (version 6.2, 2016) :
- R. v. ellioti (von Berlepsch, 1889) - sud-ouest des États-Unis et nord-ouest et centre du Mexique
- R. v. violiceps (Gould, 1859) - sud-ouest du Mexique